# Isosaari (ö i Finland, Kajanaland, Kehys-Kainuu, lat 65,06, long 28,39)
Isosaari är en ö i Finland. Den ligger i sjön Näljänkäjärvi och i kommunen Suomussalmi i den ekonomiska regionen  Kehys-Kainuu  och landskapet Kajanaland, i den centrala delen av landet, 600 km norr om huvudstaden Helsingfors. Öns area är 6,5 hektar och dess största längd är 0,6 kilometer i öst-västlig riktning.